# Angas River
Der Angas River ist ein Fluss im australischen Bundesstaat South Australia.
Er entspringt bei Macclesfield an den Osthängen der Mount Lofty Ranges. Von dort fließt der nach Süden durch Strathalbyn und mündet bei Milang in den Lake Alexandrina und damit in den Murray River.

## Geschichte
Der Fluss wurde am 31. Dezember 1837 von einer Expedition von Robert Cock, William Finlayson, A. Wyatt und G. Barton von Adelaide zum Lake Alexandrina entdeckt und benannt. Namensgeber war der Vorsitzende der South Australian Company, der sich um die Erforschung der neuen Kolonie verdient gemacht hatte.